# Zona arqueológica de Medina Elvira
La zona arqueológica de Medina Elvira se ubica en el pie de monte del frente meridional de Sierra Elvira, ocupando un hemiciclo natural abierto al sur enclavado en los términos municipales de Atarfe y Pinos Puente (provincia de Granada, España). La superficie de la zona arqueológica es de 332,226 hectáreas.
Cercando el flanco septentrional existen una serie de elevaciones: Cerro del Sombrerete, Tajo Colorado, Cerro Almirez y Cerro de los Cigarrones, que parece tuvieron un destacado papel en la ubicación de las defensas de la ciudad. Este espacio geográfico es el ocupado por la zona arqueológica de enorme entidad en cuanto a los datos recuperados de la superficie. 

## Características

### Ubicación
El patrón de ubicación de las diferentes áreas de la zona arqueológica depende, entre otras, de la variable geomorfológica, estando una zona más llana o ligeramente inclinada en la que se asienta la parte de la ciudad donde se ubica el principal edificio religioso (Cortijo de las Monjas) y uno de barrios (Cerro de los Cigarrones), la zona de laderas suaves con parte de las necrópolis (Pago de Marugán y Cortijo de los Cigarrones) y algunos cerros destacados donde hay estructuras poliorcéticas de claro valor estratégico en la articulación de la defensa de la ciudad (Cerro del Sombrerete). 
En varios sitios se aprecian restos de canteras antiguas cuya precisión cronológica, por el momento, no se puede establecer ante la falta de estudios a fondo. El proceso de deterioro del medio natural ha ido agudizándose, dado que la desnudez vegetal y de suelo de amplias zonas ha incrementado la escorrentía en los glacis de erosión generando un fuerte abarrancamiento que ahora afecta a la zona. Existen dos grandes barrancos que cruzan el área desde la zona septentrional a la meridional: el Barranco de la Mezquita y el de Marugán. La gran presión antrópica sobre el medio, con actividades de gran entidad como canteras, vertederos, etc., han llevado a la configuración de áreas muy transformadas.

### Intervenciones
De la zona arqueológica de Medina Elvira se conocen, puntualmente pero con rigor científico, restos de asentamiento y fortificaciones en el Cerro del Sombrerete y restos de unidades domésticas y viario de un barrio en el Cerro de los Cigarrones, fruto de dos intervenciones recientes. 

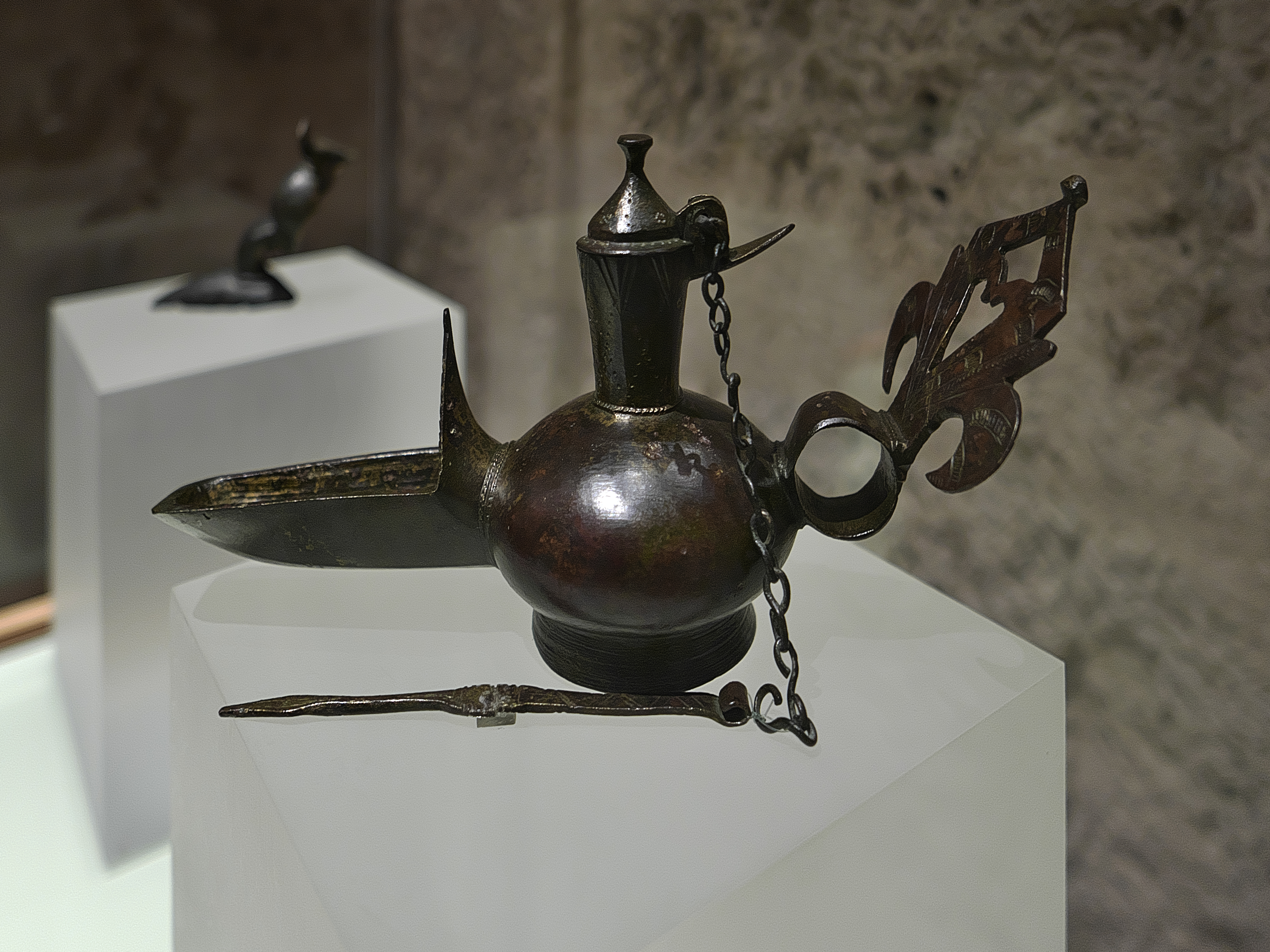
Candil de piquera califal (925-1085), latón dorado y cincelado, con palmeta semejante a la cola de un ave.

En un segundo nivel se encuentran los restos sacados por los buscadores del siglo XIX y en un tercer nivel están la multitud de hallazgos aislados recogidos en algunos trabajos (Espinar, Quesada y Amescua, 1994). Las actuaciones principales se pueden resumir en: 
- Las intervenciones de la necrópolis del pago de Marugán, llegando a documentar 1200 sepulturas con abundantísimos ajuares u objetos de adorno personal (pendientes, pulseras, anillos...), para ello plantea Gómez-Moreno una cronología visigoda.
- El reconocimiento de los restos de un acueducto inmediato a Marugán, así como otros restos encontrados en el pago de los Tejoletes del Cortijo de las Monjas.
- Los hallazgos que en 1868 se encontraron al abrir la carretera de Granada-Córdoba en la cercanía de Los Baños de Sierra Elvira, con varias intervenciones en años sucesivos, donde sacaron restos de unas relevantes termas romanas.
- La excavación del Secano de la Mezquita comenzada en 1872, encontrando los restos de muros, columnas y una gran capa de materias carbonizadas, que siguió en 1874 sacando a la luz nuevos restos de edificios abandonados por un incendio y entre ellos destacan las columnas y nivel de cultura material, las lámparas de bronce de la mezquita incendiada.
- De otro lado, están las excavaciones realizadas recientemente: Cerro de los Cigarrones (Medina Elvira, Atarfe) en 1998. En ella se realizó una prospección y una excavación de aproximadamente 80 m2. En la excavación se exhumaron estructuras que formarían parte de una trama urbana. Las viviendas tienen muros con zócalos realizados en mampostería de piedra y pavimentos de tierra. Funcionalmente se valoran como pertenecientes a una cocina en la que se ubica un aljibe y un espacio público identificado con una calle. Posiblemente se trate de un arrabal o barrio periférico de la ciudad, separado del núcleo principal que se situaría en el actual Cortijo de las Monjas. Los materiales muebles recuperados se sitúan cronológicamente entre los siglos VIII y el XI.
- En 2001 en el Cerro del Sombrerete se pusieron al descubierto estructuras y diversos materiales cerámicos, faunísticos... (algunos investigadores identifican aquí la muralla de la primera ciudad árabe existente en la vega granadina). Se realizaron dos sondeos, documentando en el primero un muro en un tramo de unos 15 m, con una serie de estructuras adosadas que quizá pudieran ser la base de una torre. En el sondeo II se documentaron una serie de estancias que se interpretan como habitaciones y patio. Estas dependencias de casas pertenecían a un conjunto complejo, sin duda con una organización urbanística, que tendría la función de Alcazaba, controlando la ciudad de Ilbira. La cronología propuesta para las estructuras y los materiales exhumados en la excavación del Sombrerete es siglo IX y comienzos del siglo X.

## Delimitación de la zona arqueológica

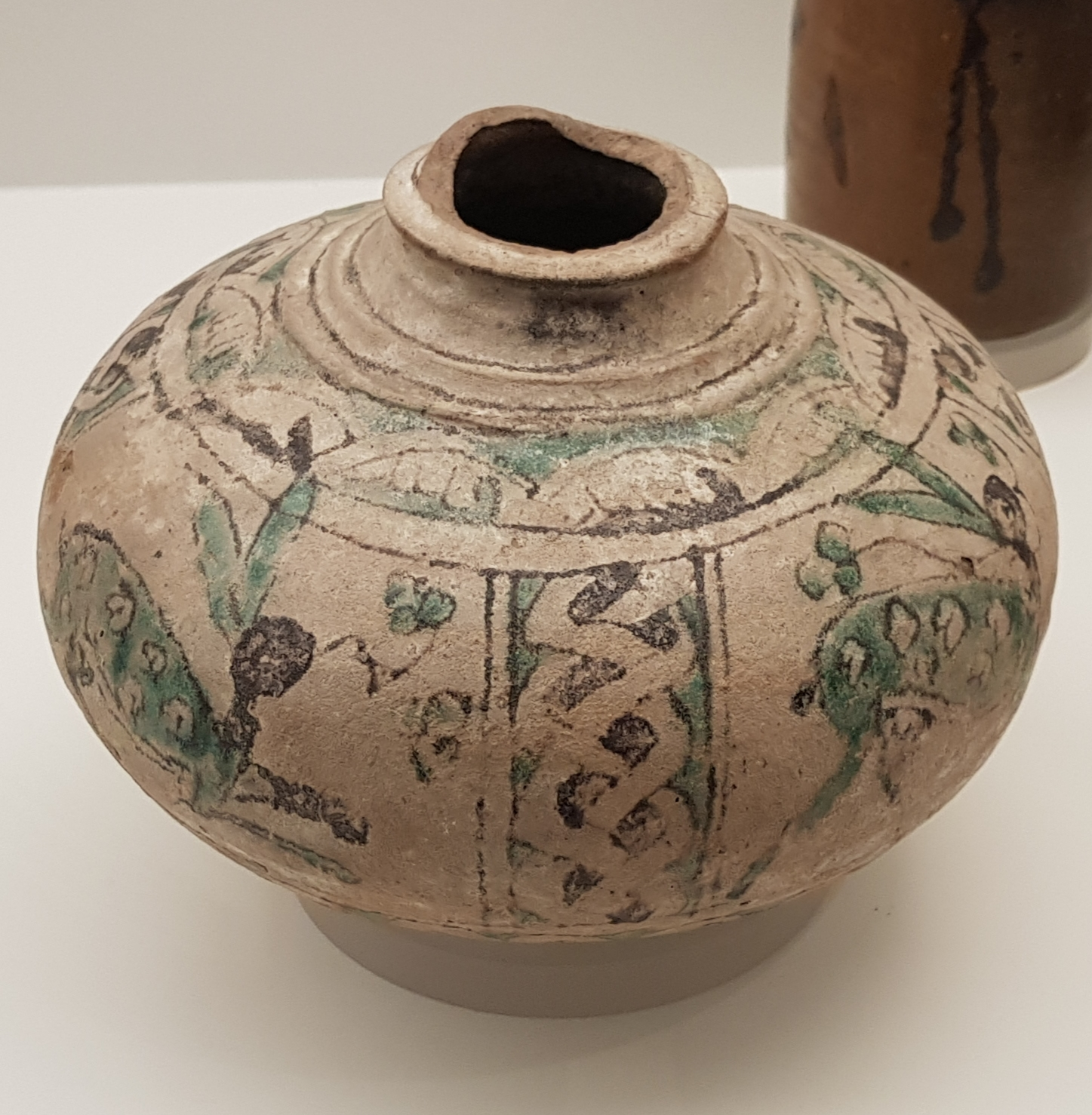
Jarro de las liebres, Medina Elvira (Atarfe),, cerámica vidriada verde y manganeso, Museo Arqueológico y Etnológico de Granada, España.

La delimitación de la zona arqueológica de Medina Elvira se ha efectuado en función de diversos parámetros debidamente contrastados. Para ello se ha partido inicialmente de las fuentes historiográficas y documentales generadas a partir del siglo XIX. 
Además, se han tenido en cuenta las últimas intervenciones arqueológicas realizadas en el ámbito delimitado, concretamente en el Cerro de los Cigarrones y en el Cerro del Sombrerete, ambas de vital importancia para corroborar la permanencia y la entidad de la zona arqueológica. Todo ello ha sido contrastado con un reconocimiento exhaustivo sobre el terreno de todo el ámbito que conforma la zona arqueológica, teniendo en cuenta la organización actual del territorio, fruto de algunas transformaciones acaecidas en el último cuarto del siglo XX, siendo una de las más recientes la ejecución de la autovía A-92 a su paso por Atarfe, con la existencia además de dos rotondas de salida a la localidad de Atarfe y a la localidad de Pinos Puente. 
La zona es prolija en la extracción de la piedra, constatada desde tiempos antiguos; por tanto, dentro de la zona arqueológica se encuentran canteras actualmente abandonadas en zonas potenciales de contener restos arqueológicos, como las localizadas junto al barranco de la Mezquita y otras actualmente en uso, localizadas en el Cerro del Sombrerete y en el Tajo Colorado, con el peligro que ello supone para la integridad de las estructuras arqueológicas.